# Pseudoporatia kananciue
Pseudoporatia kananciue — вид двопарноногих багатоніжок родини Pyrgodesmidae. Описаний у 2023 році.

## Назва
Вид названо на честь Кананціве — головного бога у племені Карахас, корінних мешканців лісів річки Арагуайя та гірського пасма Серра-душ-Карахас, де цей вид поширений.

## Поширення
Ендемік Бразилії. Поширений у тропічних лісах гірського масиву Карахас у штаті Пара на півночі країни.